# Pop Idol
Pop Idol es un programa de televisión buscatalentos británico que debutó en la televisión el 5 de octubre de 2001; el programa escogía al mejor nuevo cantante pop, o 'pop idol', del Reino Unido, según la votación de los espectadores. 
Las series Idol se convirtieron en una franquicia internacional; de ellas se derivaron muchos programas tales como American Idol, Australian Idol, Latin American Idol, Idols (Dinamarca, Países Bajos, Finlandia, Sudáfrica), Canadian Idol, Idols West Africa, Indian Idol, Indonesian Idol, New Zealand Idol, Philippine Idol, Hay Superstar, Nouvelle Star, Deutschland sucht den Superstar, Singapore Idol, Malaysian Idol, Vietnam Idol, Music Idol, Ídolos (Brazil), Ídolos (Portugal), Super Star y Idol (España).

## Temporada uno
Nota: No siempre fueron éstas las personas anunciadas por los conductores en el programa de resultados
| Fecha           | Últimos Tres        | Últimos Tres      | Últimos Tres      |
| 15 de diciembre | Korben              | Laura Doherty     | Jessica Garlick   |
| 22 de diciembre | Jessica Garlick (2) | Laura Doherty (2) | Rosie Ribbons     |
| 29 de diciembre | Aaron Bailey        | Rosie Ribbons (2) | Laura Doherty (3) |
| 5 de enero      | Laura Doherty (4)   | Rosie Ribbons (3) | Zoë Birkett       |
| 12 de enero     | Rosie Ribbons (4)   | Hayley Evetts     | Darius Danesh     |
| Fecha           | Últimos Dos         | Últimos Dos       |                   |
| 19 de enero     | Hayley Evetts (2)   | Darius Danesh (2) |                   |
| 26 de enero     | Zoë Birkett (2)     | Darius Danesh (3) |                   |
| 2 de febrero    | Darius Danesh (4)   |                   |                   |
| 9 de febrero    | Gareth Gates        | Will Young        |                   |

## Temporada dos
| Fecha           | Últimos Tres        | Últimos Tres        | Últimos Tres     | Últimos Tres |
| 25 de octubre   | Leon McPherson      | Kirsty Crawford     | Mark Rhodes      |              |
| 1 de noviembre  | Brian Ormond        | Marc Dillon         | Kim Gee          |              |
| 8 de noviembre  | Kim Gee (2)         | Roxanne Cooper      | Michelle McManus |              |
| Fecha           | Últimos Dos         | Últimos Dos         |                  |              |
| 15 de noviembre | Andy Scott-Lee      | Susanne Manning     |                  |              |
| 22 de noviembre | Roxanne Cooper (2)  | Susanne Manning (2) |                  |              |
| 29 de noviembre | Susanne Manning (3) | Mark Rhodes (2)     |                  |              |
| 6 de diciembre  | Chris Hide          | Mark Rhodes (3)     |                  |              |
| Fecha           | Top 3               | Top 3               |                  |              |
| 13 de diciembre | Sam Nixon           |                     |                  |              |
| 20 de diciembre | Mark Rhodes (4)     | Michelle McManus    |                  |              |